# Wahlen 1945
◄◄ | ◄ | 1941 | 1942 | 1943 | 1944 | Wahlen 1945 | 1946 | 1947 | 1948 | 1949 | ► | ►►

Weitere Ereignisse
Die hier aufgeführten Wahlen und Referenden sollten im Jahr 1945 stattfinden bzw. haben stattgefunden. Bei weitem nicht alle aufgeführten Wahlen wurden nach international anerkannten demokratischen Standards durchgeführt. Diese Liste enthält auch Scheinwahlen in Diktaturen ohne Alternativkandidaten oder Wahlen, bei denen aufgrund der gegebenen politischen Verhältnisse davon auszugehen ist, dass sie durch Wahlbetrug oder ohne fairen, gleichrangigen Zugang der konkurrierenden Kandidaten oder Parteien zu den Massenmedien zustande gekommen sind.
Besonderheiten, die speziell auch den deutschsprachigen Raum betreffen, ergeben sich für das Jahr 1945 aus dem Ende des Zweiten Weltkriegs und dem Beginn der Besatzungszeit in Deutschland und Österreich. Während in Österreich am 25. November 1945 mit der ersten Nationalratswahl und zahlreichen zeitgleich abgehaltenen Landtags- und Gemeinderatswahlen erstmals nach dem Ende der Zeit des Nationalsozialismus wieder demokratische Wahlen stattfanden, gab es in Deutschland in diesem Jahr noch keine Wahlen. Die ersten Wahlen in Deutschland nach 1945 waren die von den Militärregierungen der Besatzungsmächte organisierten Kommunalwahlen 1946.
Aufgrund der großen Zahl der Wahlen, die jedes Jahr weltweit durchgeführt werden, kann die Liste keinen Anspruch auf Vollständigkeit erheben. Angestrebt wird die Auflistung sämtlicher Wahlen von überregionalem Interesse.
Die nachstehenden Wahlen waren für das Jahr 1945 vorgesehen bzw. sind durchgeführt worden.

## Termine
| Land                   | Datum                 | Link zur Wahl 1945                                 | Link zur letzten Wahl | Bemerkung                                                                      |
| ---------------------- | --------------------- | -------------------------------------------------- | --------------------- | ------------------------------------------------------------------------------ |
| El Salvador            | 14. Jan. und 16. Jan. | Präsidentschaftswahl in El Salvador                |                       |                                                                                |
| Finnland               | 17. März – 18. März   | Parlamentswahl in Finnland                         |                       |                                                                                |
| Frankreich             | 29. April             | Kommunalwahlen in Frankreich                       |                       | 'élections municipales’ in Frankreich (erstmals Frauenwahlrecht in Frankreich) |
| Südwestafrika          | 19. Mai               | Wahlen zur South West African Legislative Assembly |                       |                                                                                |
| Kanada                 | 11. Juni              | Kanadische Unterhauswahl                           |                       |                                                                                |
| Irland                 | 14. Juni              | Präsidentschaftswahl in Irland                     |                       | siehe Seán Ó Ceallaigh                                                         |
| Vereinigtes Königreich | 5. Juli               | Britische Unterhauswahlen                          |                       |                                                                                |
| Kolumbien              | 7. August             | Präsidentschaftswahl in Kolumbien                  |                       | siehe Alberto Lleras Camargo (wurde überhaupt gewählt?)                        |
| Norwegen               | 8. Oktober            | Parlamentswahl in Norwegen                         |                       |                                                                                |
| Frankreich             | 21. Oktober           | Parlamentswahl in Frankreich                       |                       | (Wahl einer Assemblée constituante)                                            |
| Luxemburg              | 21. Oktober           | Kammerwahlen in Luxemburg                          |                       | siehe Pierre Dupong                                                            |
| Dänemark               | 30. Oktober           | Folketingswahl in Dänemark                         |                       |                                                                                |
| Ungarn                 | 4. November           | Parlamentswahl in Ungarn                           |                       |                                                                                |
| Bulgarien              | 18. November          | Parlamentswahlen in Bulgarien                      |                       |                                                                                |
| Portugal               | 18. November          | Parlamentswahl in Portugal                         |                       | siehe António de Oliveira Salazar                                              |
| Österreich             | 25. November          | Nationalratswahl in Österreich                     |                       |                                                                                |
| Österreich             | 25. November          | Landtagswahl im Burgenland                         |                       |                                                                                |
| Österreich             | 25. November          | Landtagswahl in Kärnten                            |                       |                                                                                |
| Österreich             | 25. November          | Landtagswahl in Niederösterreich                   |                       |                                                                                |
| Österreich             | 25. November          | Landtagswahl in Oberösterreich                     |                       |                                                                                |
| Österreich             | 25. November          | Landtagswahl in Salzburg                           |                       |                                                                                |
| Österreich             | 25. November          | Landtagswahl in der Steiermark                     |                       |                                                                                |
| Österreich             | 25. November          | Landtagswahl in Tirol                              |                       |                                                                                |
| Österreich             | 25. November          | Landtagswahl in Vorarlberg                         |                       |                                                                                |
| Österreich             | 25. November          | Landtags- und Gemeinderatswahl in Wien             |                       |                                                                                |
| Brasilien              | 2. Dezember           | Präsidentschaftswahl in Brasilien                  |                       |                                                                                |
| Brasilien              | 2. Dezember           | Parlamentswahl in Brasilien                        |                       |                                                                                |
| Albanien               | 2. Dezember           | Parlamentswahl in Albanien                         |                       |                                                                                |